# Lijst van gemeenten in Muğla
Onderstaande lijst bevat alle gemeenten (2000) in de Turkse provincie Muğla.
| District    | Gemeente      |
| ----------- | ------------- |
| Bodrum      | Bitez         |
| Bodrum      | Bodrum        |
| Bodrum      | Göltürkbükü   |
| Bodrum      | Gümüşlük      |
| Bodrum      | Gündoğan      |
| Bodrum      | Konacık       |
| Bodrum      | Mumcular      |
| Bodrum      | Ortakentyahşi |
| Bodrum      | Turgutreis    |
| Bodrum      | Yalı          |
| Bodrum      | Yalıkavak     |
| Dalaman     | Dalaman       |
| Datça       | Datça         |
| Fethiye     | Çamköy        |
| Fethiye     | Çiftlik       |
| Fethiye     | Eşen          |
| Fethiye     | Fethiye       |
| Fethiye     | Göcek         |
| Fethiye     | Kadıköy       |
| Fethiye     | Karaçulha     |
| Fethiye     | Karadere      |
| Fethiye     | Kemer         |
| Fethiye     | Kumluova      |
| Fethiye     | Ölüdeniz      |
| Fethiye     | Seki          |
| Fethiye     | Yeşilüzümlü   |
| Kavaklıdere | Çamlıbel      |
| Kavaklıdere | Çayboyu       |
| Kavaklıdere | Kavaklıdere   |
| Kavaklıdere | Menteşe       |
| Köyceğiz    | Beyobası      |
| Köyceğiz    | Köyceğiz      |
| Köyceğiz    | Toparlar      |
| Marmaris    | Armutalan     |
| Marmaris    | Beldibi       |
| Marmaris    | Bozburun      |
| Marmaris    | İçmeler       |
| Marmaris    | Marmaris      |
| Marmaris    | Turunç        |
| Milas       | Bafa          |
| Milas       | Beçin         |
| Milas       | Güllük        |
| Milas       | Milas         |
| Milas       | Ören          |
| Milas       | Selimiye      |
| Muğla       | Bayır         |
| Muğla       | Kafaca        |
| Muğla       | Muğla         |
| Muğla       | Yerkesik      |
| Muğla       | Yeşilyurt     |
| Ortaca      | Dalyan        |
| Ortaca      | Ortaca        |
| Ula         | Akyaka        |
| Ula         | Gökova        |
| Ula         | Ula           |
| Yatağan     | Bencik        |
| Yatağan     | Bozarmut      |
| Yatağan     | Bozüyük       |
| Yatağan     | Turgut        |
| Yatağan     | Yatağan       |
| Yatağan     | Yeşilbağcılar |